# Conclave de 1458
O conclave papal ocorrido entre 16 e 19 de agosto de 1458 resultou na eleição do Papa Pio II depois da morte do Papa Calisto III.

## A Morte de Calisto III
O Papa Calisto III, o primeiro papa da Casa dos Bórgia, morreu em 6 de agosto de 1458. ele foi severamente criticado pela prática do nepotismo e devoção confiada a seus compatriotas da Catalunha, muito impopular para a população xenofóbica de Roma. Depois da morte do Papa, uma revolta iniciou-se junto com alguns vandalismos e alguns de seus partidários (por exemplo seu sobrinho Pedro Luís de Borja) fugiram de Roma.

## Lista de participantes
| Consistóro                          | 1458 |
| ----------------------------------- | ---- |
| Setembro 1414                       | 1    |
| Consistórios de Antipapa João XXIII | 1    |
| Maio 1426                           | 1    |
| Consistórios de Martinho V          | 1    |
| Dezembro 1439                       | 7    |
| Julho 1440                          | 2    |
| Dezembro 1446                       | 1    |
| Consistórios de Eugênio IV          | 10   |
| Dezembro 1448                       | 6    |
| Consistórios de Nicolau V           | 6    |
| Fevereiro 1456                      | 2    |
| Setembro 1456                       | 1    |
| Dezembro 1456                       | 5    |
| Consistórios de Calisto III         | 8    |
| Total                               | 26   |

| Criado por                    | Cardeais | Por Cento |
| ----------------------------- | -------- | --------- |
| Antipapa João XXIII (AJXXIII) | 01       | 3,85 %    |
| Papa Martinho V (MV)          | 01       | 3,85 %    |
| Papa Eugênio IV (EIV)         | 010      | 38,46 %   |
| Papa Nicolau V (NV)           | 06       | 23,08 %   |
| Papa Calisto III (CIII)       | 08       | 30,77 %   |
| Total                         | 26       | 100 %     |

Brasão papal de Sua Santidade o papa Pio II

Na época da morte de Calisto, havia 27 cardeais vivos, dos quais 19 estavam em Roma, mas em 14 de agosto o Cardeal Domenico Capranica, arcipreste do Colégio, inesperadamente morreu. No conclave participaram 18 dos 26 membros do Sacro Colégio:

### Cardeais Bispos
| Nº | Nome                             | Consistório   | Papa |
| -- | -------------------------------- | ------------- | ---- |
| 1  | Giorgio Fieschi                  | Dezembro 1439 | EIV  |
| 2  | Isidoro de Kiev                  | Dezembro 1439 | EIV  |
| 3  | Basílio Bessarion, O.S.B.M.      | Dezembro 1439 | EIV  |
| 4  | Guillaume d'Estouteville, O.S.B. | Dezembro 1439 | EIV  |

### Cardeais Presbíteros
| Nº | Nome                             | Consistório    | Papa |
| -- | -------------------------------- | -------------- | ---- |
| 5  | Juan de Torquemada, O.P.         | Dezembro 1439  | EIV  |
| 6  | Pietro Barbo                     | Julho 1440     | EIV  |
| 7  | Antonio Cerdá i Lloscos, O.SS.T. | Fevereiro 1448 | NV   |
| 8  | Latino Orsini                    | Dezembro 1448  | NV   |
| 9  | Alain de Coëtivy                 | Dezembro 1448  | NV   |
| 10 | Filippo Calandrini               | Dezembro 1448  | NV   |
| 11 | Luis Juan de Milà y Borja        | Fevereiro 1456 | CIII |
| 12 | Juan de Mella                    | Dezembro 1456  | CIII |
| 13 | Giovanni Castiglione             | Dezembro 1456  | CIII |
| 14 | Enea Silvio Piccolomini          | Dezembro 1456  | CIII |
| 15 | Giacomo Tebaldi                  | Dezembro 1456  | CIII |

### Cardeais Diáconos
| Nº | Nome                     | Consistório    | Papa |
| -- | ------------------------ | -------------- | ---- |
| 16 | Prospero Colonna         | Maio 1426      | MV   |
| 17 | Rodrigo de Borja y Borja | Fevereiro 1456 | CIII |
| 18 | Jaime de Portugal        | Setembro 1456  | CIII |

### Cardeais ausentes

#### Cardeal Bispo
| Nº | Nome                         | Consistório   | Papa    |
| -- | ---------------------------- | ------------- | ------- |
| 19 | Pierre de Foix (Sr.), O.F.M. | Setembro 1414 | AJXXIII |

#### Cardeais Presbíteros
| Nº | Nome                        | Consistório   | Papa |
| -- | --------------------------- | ------------- | ---- |
| 20 | Peter von Schaumberg        | Dezembro 1439 | EIV  |
| 21 | Dénes Szécsi                | Dezembro 1439 | EIV  |
| 22 | Ludovico Trevisano          | Julho 1440    | EIV  |
| 23 | Juan Carvajal               | Dezembro 1446 | EIV  |
| 24 | Jean Rolin                  | Dezembro 1448 | NV   |
| 25 | Nicolau de Cusa             | Dezembro 1448 | NV   |
| 26 | Richard Olivier de Longueil | Dezembro 1456 | CIII |

Dos cardeais ausentes quatro foram criados pelo Papa Eugênio IV, dois pelo Papa Nicolau V e um pelo Papa Calisto III. Pierre de Foix, O.F.M. era o último cardeal sobrevivente do Grande Cisma do Ocidente e tinha sido criado pelo Antipapa João XXIII de Pisa.
Entre os ausentes, suas nacionalidades eram três franceses, dois germânicos, um espanhol, um italiano e um húngaro.

## Candidatos ao papado
As principais preocupações no conclave de 1458 surgiram a partir da rápida ascensão do poder efetivo e da influência da monarquia francesa nos anos finais da Guerra dos Cem Anos, que tinha recentemente terminado com a vitória francesa. Os principais estados italianos – Reino de Nápoles, República de Gênova e Ducado de Milão – temiam um renascimento do interesse francês em assuntos italianos e tentou impedir a elevação de um papa francês a todo custo. O candidato oficial milanês era Domenico Capranica. A campanha para sua eleição no período pré-conclave foi tão bem sucedido que era certa a sua eleição ao papado. Mas o cardeal Capranica morreu ainda em 14 de agosto, dois dias antes do início do conclave, levando seu partido a uma grande confusão. Ottone de Carretto, embaixador de Milão em Roma, tomou uma decisão rápida e sem consultas passou a apoiar o cardeal Enea Piccolomini e conseguiu convencer Latino Orsini, um dos cardeais mais influentes, a apoiá-lo nessa ação. O principal candidato do partido pró-francês era d'Estouteville. Bessarion, Torquemada e Calandrini também foram considerados papabile.

## O conclave
Dezoito cardeais entraram em conclave no Vaticano em 16 de agosto. Inicialmente eles subscreveram uma capitulação em conclave, que obrigou a optar por continuar a Cruzada contra o Império Otomano e para dar maior bem-estar aos cardeais mais pobres.
O primeiro escrutínio teve lugar a 18 de agosto. Os cardeais Piccolomini e Calandrini receberam cinco votos cada, enquanto nenhum dos outros candidatos obteve mais de três. Nesse ponto o cardeal francês d'Estouteville iniciou uma intensa campanha simonial pela sua própria candidatura. Ele prometeu o cargo de vice-chanceler ao cardeal de Avinhão e ofereceu outros subornos aos cardeais gregos. Em 18 de agosto à noite ele estava certo de que iria obter pelo menos onze votos na manhã seguinte Mas a oposição italiana também não desperdiçou seu tempo. Durante a noite o cardeal Pietro Barbo reuniu todos os outros cardeais italianos, exceto Prospero Colonna e propôs a eles que, de todos eles, o mais provável para obter a maioria necessária de dois terços era Piccolomini, e que todos deviam apoiá-lo no dia seguinte.

## Eleição de Pio II

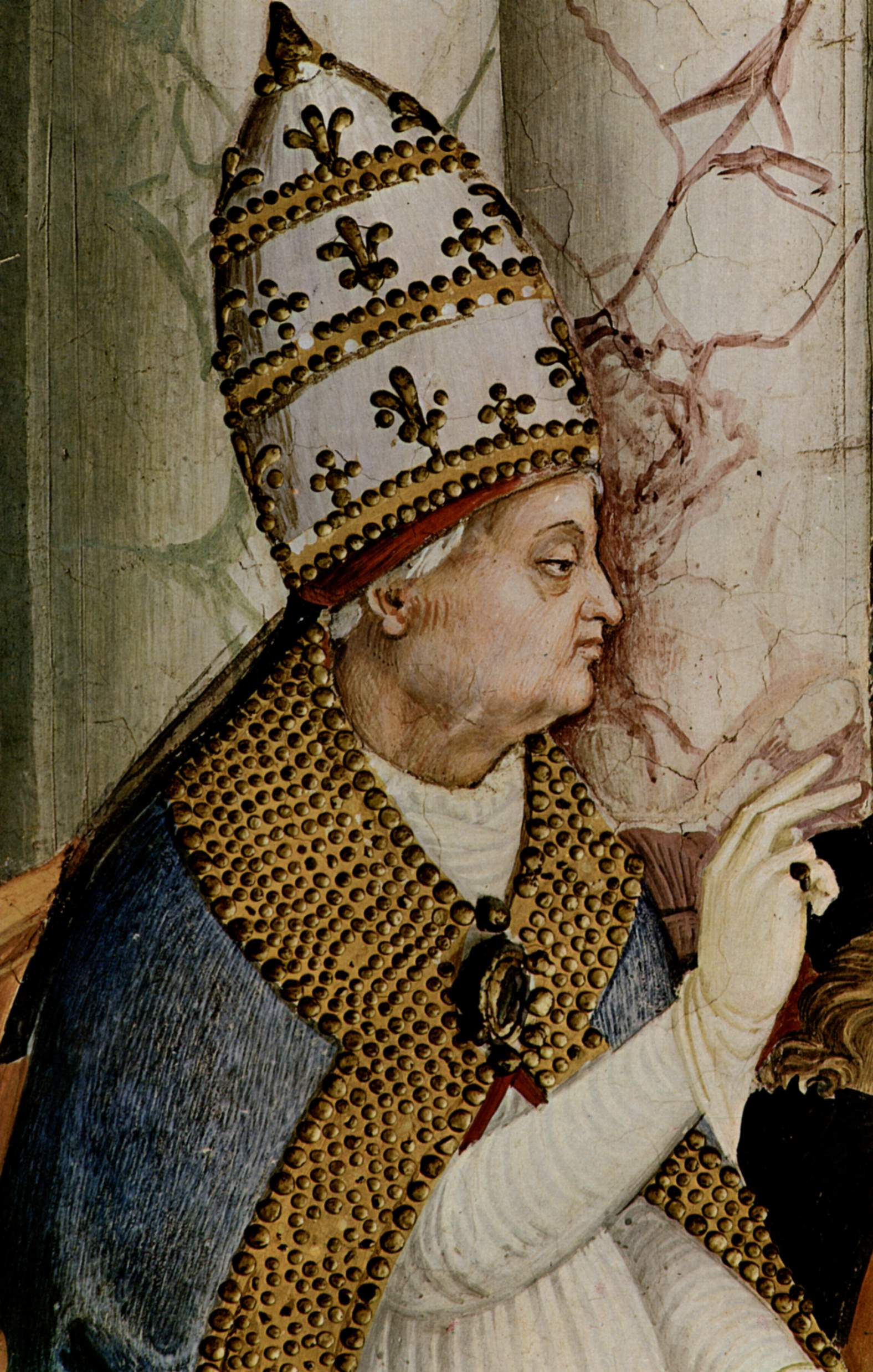
Cardeal Piccolomini de Siena tomou o nome de Papa Pio II.

Os resultados do segundo escrutínio em 19 de agosto pela manhã foram um grande desapontamento para d'Estouteville. Ele recebeu apenas seis votos – os de Coëtivy, Colonna, Bessarion, Fieschi, Torquemada e Castiglione. O cardeal Piccolomini obteve nove votos – de Barbo, Orsini, Calandrini, Isidoro de Kiev, de Mella, de La Cerda, Jaime de Portugal, del Mila y Borja, e o de d'Estouteville, que hesitou em votar em si mesmo, mas certamente não considerava Piccolomini um rival sério. Os votos de Rodrigo Borgia, Giacomo Tebaldi e Enea Piccolomini foram para outros candidatos. Depois de anunciar os resultados, o cardeal Decano abriu o processo de accessus. Houve um longo silêncio quebrado por Rodrigo Borgia, que mudou seu voto para Piccolomini. Quando os partidários de d'Estouteville fizeram uma tentativa de adiar a sessão, mas o cardeal Tebaldi também mudou seu voto para Piccolomini, que precisava apenas de mais um voto para a eleição. Nesse ponto, o cardeal Colonna se levantou e gritou antes que alguém pudesse o deter: "Eu também voto pelo Cardeal de Siena e eu o faço Papa". O resto dos adeptos do Cardeal de Rouen não podiam fazer nada, mas também alteraram os seus votos, e alguns minutos mais tarde o Cardeal Bessarion congratulou Piccolomini pela sua eleição unânime para o papado.
O cardeal Enea Silvio Piccolomini aceitou sua eleição e tomou como nome Pio II. Em 3 de setembro foi solenemente coroado aos pés da Basílica Patriarcal Vaticana pelo cardeal Prospero Colonna, protodiácono de S. Giorgio in Velabro.